# Гаврил Татарлиев
Гаврил Нончов Татарлиев е български дребен търговец, участник в Априлското въстание, родом от село Копривщица. Роден е в семейството на Нончо Татарлиев и Тодора Стойкова.
Преди провъзгласяването на въстанието, на 13 януари 1876 г. Гаврил Татарлиев е заклет от поп Никола Белчов в присъствието на Атанас Попиванов, Тодор Каблешков и Никола Вълов. Заедно с Атанас и Никола е натоварен от Революционния комитет да организира снабдяване на предстоящия бунт с джепане (сачми) за пушките и хранителни припаси във вид на зехтин. С припасите и джепането се снабдяват в дюкяна на Иван Душков и от Филибе потеглят за Копривщица.
На 20 април 1876 г. въоръжен се явява на мястото, определено за сбор на четниците, където е зачислен при хилядника Найден Попстоянов. Заедно с четата се отправя да повдигне духа и дадат начало на въстанието и в село Стрелча. Там при извършената офанзива подпалват турските къщи, което принудило обитателите им да се укрият в джамията. С обсадените там турци се води ожесточена престрелка до пристигането от село Горно Османово на 21 април на башибозушка конница. Въстанието в Стрелча е осуетено, четата на Гаврил се завръща в Копривщица.
На 22 април Гаврил е преведен в четата на Тодор Каблешков, на чието малко отделение е определен за четоводец (войвода). С това отделение е изпратен да повдигне духа на хората в селата Старо Ново село и Паничери. Продължава след завръщането си в Копривщица да се труди по делата на въстанието до пристигането на 30-ти април на ордите редовен аскер и башибозук на Хафъз паша. Като всички подозрителни е викан на разпит в конака, подложен на зверски изтезания и освободен, но вече с разбито здраве.